# أومار إنجي ماجنسون
أومار إنجي ماجنسون (مواليد 12 مارس 1997) هو لاعب كرة يد آيسلندي يلعب في نادي ماغديبورغ.